# Acrolophus occidens
Acrolophus occidens är en fjärilsart som beskrevs av August Busck 1909. Acrolophus occidens ingår i släktet Acrolophus och familjen Acrolophidae. Inga underarter finns listade i Catalogue of Life.